# Colobogaster desmarestii
Colobogaster desmarestii es una especie de escarabajo del género Colobogaster, familia Buprestidae. Fue descrita científicamente por Deyrolle en 1862.